# Journal of Jewish Studies
Journal of Jewish Studies – czasopismo naukowe, poświęcone tematyce żydowskiej. Powstało w 1947. Do 1971 było (formalnie) kwartalnikiem. Od 1972 jest wydawane jako półrocznik.

## Redaktorzy
- Jacob L. Teicher (1948-1956)
- Alexander Altman (1956-1958)
- Joseph J. Weiss (1959-1968)
- Sigfried Stein (1966-1970)
- Naphtali Wieder (1966-1970)
- Raphael Loewe (1966-1970)
- Geza Vermes (1971-1995)
- Bernard S. Jackson (w 1974 – redaktor numeru specjalnego)
- Jacob Neusner (w 1982 – redaktor numeru specjalnego)
- Philip Alexander (w 1995 – redaktor numeru specjalnego)
- Martin Goodman (1995-1999)
- Tessa Rajak (2000-2003)
- Sacha Stern (od 2004)